# 德奥班德
德奥班德（Deoband），是印度北方邦Saharanpur县的一个城镇。总人口81706（2001年）。

## 人口
该地2001年总人口81706人，其中男性45416人，女性36290人；0—6岁人口12170人，其中男6575人，女5595人；识字率56.53%，其中男性为62.20%，女性为49.45%。